# Ética protestante del trabajo

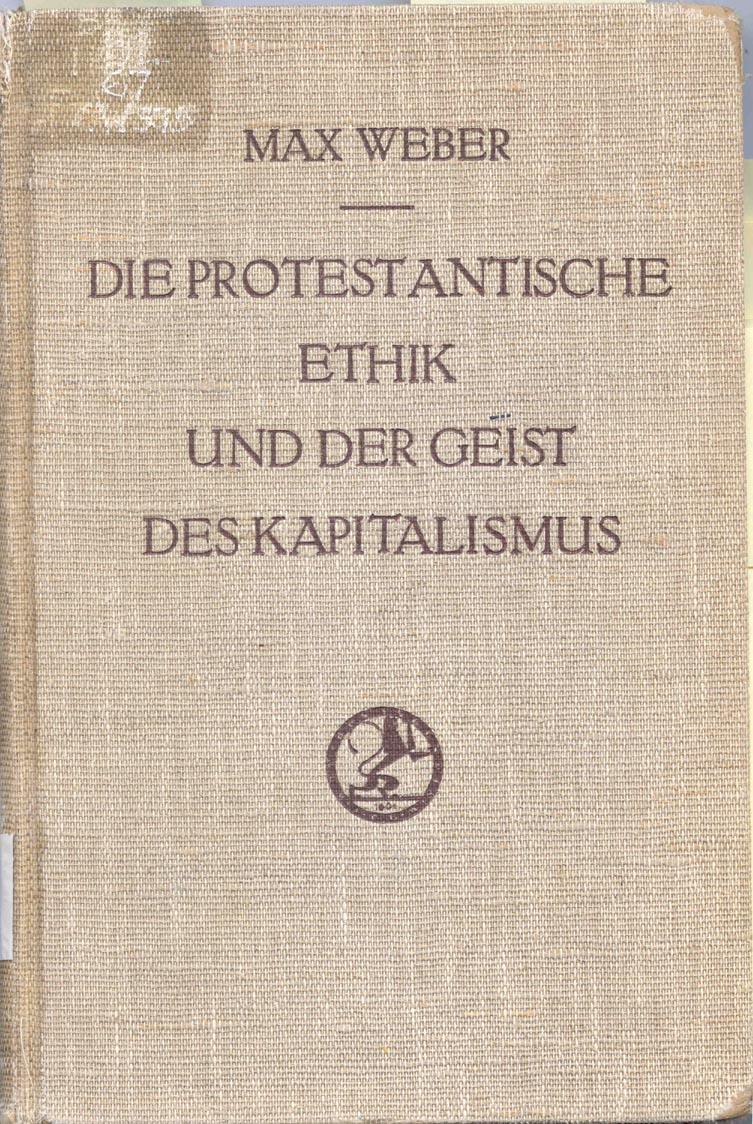
Portada de la edición alemana original de La ética protestante y el espíritu del capitalismo de Max Weber

La ética protestante del trabajo, también llamada ética calvinista del trabajo o ética puritana del trabajo, es un concepto teológico, sociológico, económico e histórico referente a la ética del trabajo que hace hincapié y defiende que el trabajo duro, la disciplina y la frugalidad son el resultado de la adscripción de una persona a los valores del cristianismo protestante, especialmente del calvinismo.
El término fue acuñado por Max Weber entre 1904 y 1905 en su célebre libro La ética protestante y el espíritu del capitalismo, donde afirma que la ética y los valores protestantes junto con la doctrina calvinista del ascetismo y la predestinación dieron origen al capitalismo. Es uno de los libros más influyentes y citados en la historia de la sociología, aunque la tesis desde sus comienzos fue motivo de polémica y profundos debates. Influyentes académicos como Lawrence Harrison, Samuel Huntington o David Landes tomaron en parte el concepto de la ética protestante para hacer una defensa de ella en sus trabajos; Niall Ferguson señaló en un artículo en el New York Times de 2003 que «el declive y caída de la ética laboral en Europa occidental en el último cuarto de siglo ofrece una inesperada confirmación de la ética protestante al ser simultánea al declive del protestantismo y su ética del trabajo única». Frente a ellos también se pusieron diversas personalidades.
Joseph Schumpeter argumentó contra este concepto que el origen del capitalismo se sitúa en Italia en el siglo XIV y no en las áreas protestantes de Europa. Historiadores de prestigio como Fernand Braudel o Hugh Trevor-Roper también se opusieron a esta idea al señalar que el capitalismo fue previo al protestantismo, al comenzar su desarrollo en comunidades católicas anteriores a la Reforma. Braudel concluye que «todos los historiadores se han opuesto a esta tenue teoría, aunque no han logrado nunca deshacerse de ella. Sin embargo, es claramente falsa. Los países del norte ocuparon el lugar que antes había sido larga y brillantemente ocupado por los viejos centros capitalistas del Mediterráneo. No inventaron nada, ni en tecnología ni en gestión empresarial».
Algunas fuentes han señalado la influencia de este pensamiento y sus valores en la formación política e identitaria de Estados Unidos, aunque otras fuentes lo describen como una invención para justificar una supremacía protestante anglosajona blanca, grupo social conocido en Estados Unidos como WASP.

## Base en la teología protestante
Los protestantes, comenzando con Martín Lutero, reconceptualizaron el trabajo mundano como un deber que beneficia tanto al individuo como a la sociedad en su conjunto. Por lo tanto, la idea de la Iglesia católica de buenas obras se transformó en una obligación de trabajar de manera constante y diligente como un signo de gracia divina.
Dado que era imposible saber quién estaba predestinado, se desarrolló la noción de que podría ser posible discernir que una persona era electa (predestinada) observando su forma de vida. Se pensaba que el trabajo duro y la frugalidad eran dos consecuencias importantes de ser uno de los elegidos. Los protestantes se sintieron atraídos por estas cualidades y se suponía que debían esforzarse por alcanzarlas.

## Historia política estadounidense
El escritor Frank Chodorov argumentó que la ética protestante se consideró durante mucho tiempo indispensable para las figuras políticas estadounidenses:

Hubo un tiempo, en estos Estados Unidos, en que un candidato a un cargo público podía calificar con el electorado solo si fijaba su lugar de nacimiento en o cerca de la "cabaña de troncos". Es posible que haya adquirido una competencia, o incluso una fortuna, desde entonces, pero estaba en la tradición que debía haber nacido de padres pobres y que se abrió camino en la escalera por pura habilidad, autosuficiencia y perseverancia en el rostro. En resumen, tenía que ser uno de los "hechos a sí mismo". La así llamada Ética Protestante que prevalecía entonces sostenía que el hombre era un individuo fuerte y responsable, responsable ante sí mismo, su sociedad y su Dios. Cualquiera que no pudiera estar a la altura de ese estándar no podría calificar para un cargo público o incluso para el respeto popular. Uno que nació "con una cuchara de plata en la boca" podría ser envidiado, pero no podía aspirar a la aclamación pública; tuvo que vivir su vida en el aislamiento de su propia clase.

## Valoraciones del concepto

### Apoyos
Ha habido una revitalización de diversos autores interesados en la obra de Weber, incluidos los trabajos de Lawrence Harrison, Samuel P. Huntington y David Landes. En un artículo del New York Times, publicado el 8 de junio de 2003, Niall Ferguson señaló que los datos de la Organización para la Cooperación y el Desarrollo Económicos (OCDE) parecen confirman que "la experiencia de Europa Occidental en el último cuarto de siglo ofrece una confirmación inesperada de la ética protestante. Para decirlo sin rodeos, estamos presenciando el declive y la caída de la ética laboral protestante en Europa. Esto representa el asombroso triunfo de la secularización en Europa occidental: el declive simultáneo tanto del protestantismo como de su ética de trabajo única".

### Crítica
Joseph Schumpeter argumentó que el capitalismo comenzó en Italia en la Edad Media, en el siglo XIV, no en las áreas protestantes de Europa. Otros factores que desarrollaron aún más la economía de mercado europea incluyeron el fortalecimiento de los derechos de propiedad y la reducción de los costos de transacción con el declive y la monetización del feudalismo, y el aumento del salario real después de las epidemias de peste bubónica.
Los economistas Sascha Becker y Ludger Wößmann han propuesto una teoría alternativa, afirmando que la brecha de alfabetización entre los protestantes (como resultado de la Reforma) y los católicos era una explicación suficiente para las brechas económicas, y que los "resultados se sostienen cuando explotamos la dispersión concéntrica inicial de la Reforma para usar la distancia a Wittenberg como un instrumento para el protestantismo". Sin embargo, también señalan que, entre Lutero (1500) y Prusia (1871), los datos limitados disponibles han hecho que el período en cuestión se considere como una "caja negra" y que sólo es posible "alguna discusión y análisis superficial" aunque sí se tienen registros exactos de leyes que limitaban los profesiones que podían ejercer los católicos en los países protestantes, así como les impedían heredar lo que evidentemente impedía su prosperidad e espíritu ahorrativo y empresarial.
El historiador Fernand Braudel escribió que "todos los historiadores" se opusieron a la "tenue teoría" de la ética protestante, a pesar de no poder anular completamente la teoría "de una vez por todas". Continúa comentando Braudel que "los países del norte se apoderaron del lugar que tanto tiempo y brillantez ocupaban los viejos centros capitalistas del Mediterráneo. No inventaron nada, ni en tecnología ni en gestión empresarial".
El científico social Rodney Stark comentó que "durante su período crítico de desarrollo económico, estos centros del norte del capitalismo eran católicos, no protestantes", con la Reforma aún lejana en el futuro. Además, también destacó las conclusiones de otros historiadores, señalando que, en comparación con los católicos, los protestantes "no tenían más probabilidades de ocupar las posiciones capitalistas de alto estatus", que la Europa católica no se quedó atrás en su desarrollo industrial en comparación con las áreas protestantes, y que incluso Weber escribió que "el capitalismo plenamente desarrollado había aparecido en Europa mucho antes de la Reforma". Como afirmó el historiador británico Hugh Trevor-Roper, el concepto de que "el capitalismo industrial a gran escala era ideológicamente imposible antes de que la Reforma fuera destruida por el simple hecho de que existía".
Andersen et al encontraron que la ubicación de los monasterios de la Orden Católica de los Cistercienses, y específicamente su densidad, estaban altamente correlacionados con esta ética de trabajo en los siglos posteriores; el noventa por ciento de estos monasterios fueron fundados antes del año 1300 d. C. Joseph Henrich encontró que esta correlación se extiende hasta el siglo XXI.
Tshilidzi Marwala afirmó que los principios de la ética protestante son importantes para el desarrollo en África y que deben ser secularizados y utilizados como una alternativa a la ética del  cristianismo de la prosperidad, que aboga por los milagros como base del desarrollo.
Algunos científicos políticos han descrito el término como un mito inventado para afirmar la superioridad del protestante anglosajón. Muchos también vieron una conexión entre esta creencia y el racismo. Por ejemplo, Martin Luther King, Jr. dijo:

Nos hemos engañado a nosotros mismos creyendo el mito de que el capitalismo creció y prosperó a partir de la ética protestante del trabajo duro y el sacrificio; tanto blancos como negros, aquí y en el extranjero, pueden prosperar si les dejan.